# Фрэнсис, Джерри
Джерри Фрэнсис (англ. Gerry Francis; 6 декабря 1951, Чизик, Англия) — английский футболист, выступавший на позиции полузащитника, футбольный тренер.

## Карьера игрока
Первым профессиональным клубом Фрэнсиса стал «Куинз Парк Рейнджерс», за который он дебютировал в марте 1969 года игрой с «Ливерпулем». За время выступления в клубе, ключевая роль выделялась Джерри, выводившему команды на поле в капитанской повязке. За сборную Англии провёл 12 матчей, в которых забил 3 гола. Из-за травмы спины, полученной в одной из встреч за сборную, футболист был вынужден приостановить международную карьеру, а позже и сменить клуб.
В 1979 году новой командой футболиста стал «Кристал Пэлас», после которой он вернулся в КПР. В 1982 году полузащитник перешёл в «Ковентри Сити», за который сыграл полсотни встреч и дважды поразил ворота соперника. Спустя год, стал игроком «Эксетер Сити», после чего выступал за «Кардифф Сити», «Суонси Сити», «Портсмут» и «Бристоль Роверс». Всё это время игрока мучили травмы, из-за чего он не мог вернуться на прежний уровень. В 1987 году завершил карьеру игрока.

## Карьера тренера
По завершении игровой карьеры стал тренером «Эксетер Сити», которым руководил сезон 1983/84. Спустя три года без практики, новой командой для тренера стал «Бристоль Роверс», на посту которого он сменил Бобби Гулда. По итогам сезона 1989/90 команда выиграла третий дивизион и поднялась в классе. Завершив сезон 1990/91 на 9 месте, сменил команду на «Куинз Парк Рейнджерс».
В первом сезоне Премьер-лиги команда заняла самое высокое, пятое место, среди всех лондонских команд чемпионата. Следующий год завершился для клуба на девятом месте, а спустя сезон «Куинз Парк Рейнджерс» финишировал восьмым. После того, как сборная Англии не прошла отбор на ЧМ-1994, последовала отставка главного тренера команды Грэма Тейлора. Одним из претендентов на его пост был Джерри Фрэнсис, но выбор руководителей ФА пал на Терри Венейблса. Помимо сборной, был вариант с «Вулверхэмптон Уондерерс», но Джерри отклонил это предложение.
В ноябре 1994 года заключил контракт с другой командой из Лондона — «Тоттенхэм Хотспур». Позднее вместе с собой тренер за 6 миллионов фунтов забрал Леса Фердианда, зарекомендовавшего себя по выступлениям за КПР. Из-за скромных результатов команды (в сезоне 1997/98 команда боролось за сохранение места в Премьер-лиге) в ноябре 1997 года Фрэнсис был уволен. В сентябре 1998 года вернулся в «Куинз Парк Рейнджерс», который на тот момент вылетел в первый дивизион. Через 3 года команда спустилась во второй дивизион, а руководство уволило Фрэнсиса. В июне 2001 года занял в клубе должность директора, после чего покинул эту должность и стал тренером «Бристоль Роверс». Сезон команда начала с трёх побед подряд, но травмы не позволили команде удачно выступить в чемпионате, и перед Рождеством подал в отставку.
В период с 2008 по 2013 год был помощником тренера в «Сток Сити», затем ту же должность занимал годом позже в «Кристал Пэлас», и на данный момент с 2015 года работает в «Вест Бромвич Альбион».

## Личная жизнь
Фрэнсис был болельщиком «Брентфорда» в юности, а его отец Рой выступал за этот клуб в конце 1940-х и начале 1950-х годов. Сыновья Адам и Джейк были игроками академии «Куинз Парк Рейнджерс».

## Достижения
«Бристоль Роверс»
- Победитель третьего дивизиона Англии: 1989/90
- Финалист трофея Футбольной лиги: 1989/90